# 人文主义国际
人文主义国际（英語：Humanist International）是一个左翼的人文主义国际政党组织。该组织成立于1989年。该组织的总部位于意大利佛罗伦萨。

## 基本原则
人文主义国际的五项基本原则是：
1. 以人的生命价值为中心价值，凌驾于金钱、权力等之上。
2. 全体人类平等
3. 信仰和思想自由
4. 发展和创造目前新自由主义经济模式的可替代方案
5. 积极非暴力的方法论

## 成员党
- 安哥拉 安哥拉人文主义党（英语：Humanist Party of Angola）
- 阿根廷 人文主义党
- 智利 人文主义党
- 冰島 人文主义党（英语：Humanist Party (Iceland)）
- 義大利 人文主义党（英语：Humanist Party (Italy)）
- 西班牙 人文主义党（英语：Humanist Party (Spain)）

## 前成员党
- 捷克 人文主义党
- 丹麦 人文主义党（英语：Humanist Party (Denmark)）
- 匈牙利 人文主义党（英语：Humanist Party (Hungary)）
- 葡萄牙 人文主义党（英语：Humanist Party (Portugal)）
- 加拿大 安大略人文主义党（英语：Humanist Party of Ontario）
- 加拿大 魁北克人文主义党（英语：Parti humaniste du Québec）
- 瑞士 瑞士人文主义党（英语：Humanist Party of Switzerland）
- 羅馬尼亞 罗马尼亚人文主义党（英语：Conservative Party (Romania)）
- 巴拉圭 巴拉圭人文主义党（英语：Paraguayan Humanist Party）